# Município Andulo
Município Andulo är en kommun i Angola.   Den ligger i provinsen Bié, i den centrala delen av landet, 400 km sydost om huvudstaden Luanda.
I omgivningarna runt Município Andulo växer huvudsakligen savannskog. Runt Município Andulo är det ganska glesbefolkat, med 23 invånare per kvadratkilometer.